# Мефодий (Зинковский)
Епи́скоп Мефо́дий (в миру Станисла́в Анато́льевич Зинко́вский; 29 июля 1969, Ленинград, СССР) — иерарх Русской православной церкви, епископ Егорьевский, викарий Патриарха Московского и всея Руси. Брат-близнец епископа Кирилла (Зинковского).
Ректор Православного Свято-Тихоновского гуманитарного университета (с 2024 года), наместник Николо-Угрешского ставропигиального мужского монастыря, ректор Николо-Угрешской духовной семинарии (2022—2024), доктор богословия (2015). Кандидат технических наук (1995).
Тезоименитство — 11 (24) мая (память равноапостольных Мефодия и Кирилла, учи́телей Словенских).

## Биография
Родился 29 июля 1969 года в Ленинграде в семье служащих. С 1976 по 1984 год учился в средней школе № 79, расположенной в Калининском районе города Ленинграда. С 1984 по 1992 год обучался в Ленинградском политехническом институте на кафедре «Механика и процессы управления», по окончании поступил в аспирантуру при той же кафедре и в 1995 году защитил кандидатскую диссертацию, получив научную степень кандидата технических наук.
В 1995 году на кафедре Института «Динамика и прочность машин» защитил кандидатскую диссертацию на тему «Задача об оптимальном портфеле в условиях нестационарного рынка».
В 1995 году поступил в Санкт-Петербургскую духовную семинарию, которую окончил в 1998 году. В том же году поступил в Санкт-Петербургскую духовную академию. 26 марта 1999 года в академическом храме, на первом курсе обучения в СПбДА, был пострижен в мантию с именем Мефодий. 19 августа 1999 года был рукоположён в сан иеродиакона. В период обучения в СПбДА в сентябре — декабре 2001 года собирал материалы для написания кандидатской диссертации в библиотеках Оксфордского университета, консультировался по выбранной теме с митрополитом Каллистом (Уэром) и митрополитом Антонием (Блумом). 24 марта 2002 года рукопложен в сан иеромонаха.
В июне 2002 года окончил Санкт-Петербургскую духовную академию со степенью кандидата богословия за диссертацию «Значение смирения в православной традиции».
С 2002 года преподаватель «Догматического богословия» в СПбДАиС. Был назначен и нёс послушания благочинного академического храма, а также окормления прихожан академического храма и желающих из студентов СПбДАиС. Регулярно осуществлял научное руководство при работе студентов Семинарии и Академии над их дипломами и кандидатскими диссертациями.
Осенью 2011 года уволился с должности преподавателя СПбДАиС и назначен в штат храма Казанской иконы Божией Матери в посёлке Вырица Ленинградской области.
С 2011 года по 2014 год являлся докторантом ОЦАД. 20 января 2015 года в Отделе внешних церковных связей Московского Патриархата Общецерковный диссертационный совет принял к защите работу «Православное богословие личности: истоки, современность, перспективы развития» на соискание учёной степени доктора богословия. 12 мая 2015 года Общецерковный диссертационный совет по результатам тайного голосования вынес решение ходатайствовать перед Патриархом Московским и всея Руси Кириллом об утверждении соискателя доктором богословия. 12 июля 2015 года в соборе святых апостолов Петра и Павла в Петропавловской крепости в Санкт-Петербурге Патриарх Московский и всея Руси Кирилл вручил иеромонаху Мефодию (Зинковскому) докторский наперсный крест.
13 октября 2022 года на заседании Священного Синода Русской Православной Церкви был назначен наместником Николо-Угрешского ставропигиального мужского монастыря и ректором Николо-Угрешской духовной семинарии. 20 октября того же года прибыл к месту служения.
18 апреля 2023 года в Николо-Угрешском ставропигиальном монастыре Патриархом Кириллом был поставлен во игумены с вручением игуменского посоха.

### Архиерейство
30 мая 2024 года решением Священного синода РПЦ был избран викарием Патриарха Московского и всея Руси с титулом «Егорьевский».
14 июня 2024 года в храме Всех святых, в земле Русской просиявших, Патриаршей и Синодальной резиденции в Даниловом ставропигиальном мужском монастыре в Москве митрополитом Воскресенским Григорием возведён в сан архимандрита.
25 июня 2024 года в домовом храме всех святых, в земле Российской просиявших, Патриаршей и Синодальной резиденции в Даниловом монастыре в Москве наречён во епископа Егорьевского, викария Патриарха Московского и всея Руси.
16 июля 2024 года в Успенском соборе Московского Кремля хиротонисан во епископа Егорьевского, викария Патриарха Московского и всея Руси. Хиротонию совершили: Патриарх Московский и всея Руси Кирилл, митрополит Воскресенский Григорий (Петров), митрополит Каширский Феогност (Гузиков), епископ Рыбинский и Романово-Борисоглебский Вениамин (Лихоманов), епископ Тихвинский и Лодейнопольский Мстислав (Дячина), епископ Сергиево-Посадский и Дмитровский Кирилл (Зинковский), епископ Раменский Алексий (Туриков).
25 июля 2024 года решением Священного синода РПЦ в связи с увольнением митрополита Илариона (Алфеева), назначен исполняющим обязанности председателя Синодальной библейско-богословской комиссии и председателя Комиссии Межсоборного присутствия по богословию и богословскому образованию с включением в состав Межсоборного присутствия. Тогда же назначен ректором Православного Свято-Тихоновского гуманитарного университета и Православного Свято-Тихоновского богословского института с освобождением его от должности ректора Николо-Угрешской духовной семинарии и сохранением за ним должности наместника Николо-Угрешского ставропигиального мужского монастыря.
3 сентября 2024 года распоряжением патриарха Кирилла назначен назначается врио управляющего Восточным викариатством Московской епархии.

## Награды
- Благодарность Президента Российской Федерации (10 марта 2025 года) — за вклад в обеспечение деятельности Совета по взаимодействию с религиозными объединениями при Президенте Российской Федерации[18].

## Публикации
- Богочеловек или человекобог? Преподобный Иустин (Попович) и Ф. М. Достоевский // Православный Летописец. 2001. — № 2. — С. 80-86.
- Учение святителя Иоанна Златоуста о Евхаристии // xpa-spb.ru, 30.10.2007. (соавторы: иером. Кирилл (Зинковский), Амбарцумов Ф. Н.)
- Святоотеческая евхаристическая терминология и теория пресуществления // Христианское Чтение. — СПб., 2008. — С. 58-75. (соавторы: иером. Кирилл (Зинковский), Амбарцумов Ф. Н.)
- Святоотеческое учение о догмате и ереси // azbyka.ru, 19.11.2008.
- Термин «ἐνυπόστατον» и его богословское значение // bogoslov.ru, 26 декабря 2011. (соавтор: иером. Кирилл (Зинковский))
- Восток и Запад: ужели разделился Христос? Об отпадении большой ветви Западной Церкви от благодатного ствола вселенского древа святого Православия // azbyka.ru (соавтор: иером. Кирилл (Зинковский))
- Динамика человеческой личности в её культурном аспекте // Вестник Русской христианской гуманитарной академии. 2011. — Т. 12. — Вып. 2. — С. 267—274.
- Каппадокийский дух персоналистического богословия архим. Софрония (Сахарова) // Вестник Орловского государственного университета. Серия: новые гуманитарные исследования. 2011. — № 5 (ноябрь). — С. 239—243.
- Богословское понятие человеческой личности в свете педагогической науки // Вестник ПСТГУ IV: Педагогика. Психология. 2012. — Вып. 3 (26). — С. 101—119.
- Богословское понятие человеческой личности в свете педагогической науки (тезисы доклада) // XXII Ежегодная богословская конференция ПСТГУ. М.: Издательство ПСТГУ, 2012. — Т. 2. — С. 252—255.
- Синергия и личность в антропологии С. С. Хоружего // Actа eruditorum. 2012. — Вып. 10. — С. 3-11.
- Ипостасно-природный характер синергии // Церковь и время. 2012. — № 4 (61). — С. 69-106. (соавтор: Легеев М. В.)
- Богословие человеческой персоны вл. Каллиста (Уэра) // Личность как предмет классической и неклассической психологии. Материалы XIII Международных научных чтений памяти Л. С. Выготского. 13-17 ноября 2012 г. — М.: Издательство РГГУ, 2012. — Ч. II. — С. 139—161.
- Понятие человеческой личности у В. Н. Лосского // Начало. Журнал Института богословия и философии. 2012. — № 25. — С. 49-66.
- Анализ представлений о личности у Христоса Яннараса // Развитие личности. 2012. — № 3. — С. 175—198.
- О богословском персонализме прот. Иоанна Мейендорфа // bogoslov.ru, 23.02.2012.
- Об истоках и современности богословского употребления термина «персона» // ΣΧΟΛΗ. Философское антиковедение и классическая традиция. 2013. — Т. VII (2). — С. 290—311.
- Тропос существования и богословское понятие личности // Церковь и время. 2013. — № 1 (62). C. 57-87.
- Богословие прот. Г. Флоровского и понятие личности // Вестник Русской христианской гуманитарной академии. 2013. — Т. 14. — Вып. 4. — С. 204—215.
- О родственности понятий личности и культуры // Actа eruditorum. 2013. — Вып. 12. — С. 6-8.
- Богословие личности согласно прот. Думитру Станилоэ // Человек и религия: материалы Международной научно-практической конференции, 14-16 марта 2013, г. Минск / Под ред. — С. Г. Карасевой. 2013. — С. 442—446.
- Понятие человеческой личности в сербской богословской мысли XX века // Труды Перервенской Православной Духовной Семинарии. 2013. — № 9. — С. 23-50.
- Духовное руководство и богословское понятие личности // Труды Перервенской Православной Духовной Семинарии. 2013. — № 7. — С. 4-26.
- Иерархическая антропология преп. Максима Исповедника // Церковь и время. 2013. — № 3 (64). — С. 59-83. (соавтор: иером. Кирилл (Зинковский))
- Просвещение Светом Веры Христовой // Родная Ладога. 2013. — № 3 (25). — С. 195—207.
- Попечение о сиротах дома Романовых // К 400-летию дома Романовых. Монархии и династии в истории Европы и России. В 2-х ч. / Сост. Д. И. Вебер. СПб.: СПбГУ, Издательство Скифия-Принт, 2013. — Ч. 1. — С. 292—296.
- Богословие красоты в контексте богословия личности // Церковь. Богословие. История. Материалы Научно-богословской конференции 12 февраля 2013 г. — Екатеринбург: Инф.-изд. отдел ЕДС, 2014. — С. 99-122.
- Термин «ἐνυπόστατον»: историческое значение и употребление в современном богословии // Церковь и время. 2014. — № 2 (67). — С. 51-85. (соавтор: иером. Кирилл (Зинковский))
- Понятие личности как религиозно-философский и лингвистический концепт // Вестник Московского областного государственного университета. Серия «Философские науки». 2014. — № 2. — С. 103—110.
- Системное изложение свойств человеческой личности // Развитие личности. 2014. — № 1. — С. 128—160.
- Термин «προαίρεσις» и богословие личности // ΣΧΟΛΗ. Философское антиковедение и классическая традиция. 2014. — Т. VIII (2). — С. 312—327.
- История термина «ипостась» и его богословское употребление (Ч. 1) // Метапарадигма: богословие, философия, естествознание: альманах. 2014. — Вып. 4. — С. 35-74.
- История термина «ипостась» и его богословское употребление (Ч. 2) // Метапарадигма: богословие, философия, естествознание: альманах. 2014. — Вып. 5. — С. 21-41.
- Понятие личности в русском богословии XIX — начала XX вв. // Вестник Русской Христианской Гуманитарной Академии. 2014. — Т. 15. — Вып. 2. — С. 49-56.
- Понятие личности как религиозно-философский и лингвистический концепт // Вестник Московского областного государственного университета. Серия «Философские науки». 2014. — № 2. — С. 103—110.
- Ипостасно-природный характер понятия «знание» и теология образования // Вестник Русской Христианской Гуманитарной Академии. 2015. — Т. 16. — Вып. 3. — С. 29-38.
- Диалектичная структура свойств человеческой личности // Церковь и время. 2015. — № 1 (70). — С. 107—118.
- Соборность континуума личностей и её степень в советском народе в противостоянии фашизму // «Наше дело правое»: страны и лидеры в социокультурном и философско-историческом измерениях. Сборник статей к 70-летию Победы / Отв. ред. Д. В. Шмонин. СПб.: Издательство РХГА, 2015. C. 375—384.
- К вопросу о толковании понятия «ипостась» — анализ и критика статьи диакона А. Юрченко // Вестник Екатеринбургской духовной семинарии. 2015. — № 1 (9). — С. 55-65.
- Метафизичность человеческой личности в свете лингвистики и богословия // Развитие личности. 2015. — № 4. — С. 83-97.
- О понятиях «личность» и «ипостась» в русской религиозной философии XX в.: свящ. Павел Флоренский, Н. А. Бердяев, прот. Сергий Булгаков // Человек. 2015. — № 2. — С. 123—137.
- «Вперед к отцам» или «назад в будущее»? Две тенденции в богословии XX в. (часть 1) // Христианское чтение. 2016. — № 6. — С. 107—127. (соавторы: иер. М. Легеев, иером. Кирилл (Зинковский))
- «Вперед к отцам» или «назад в будущее»? Две тенденции в богословии XX в. (часть 2) // Христианское чтение. 2017. — № 1. — С. 18-26. (соавторы: иер. М. Легеев, иером. Кирилл (Зинковский)) 5
- Путь Церкви: аскеза, таинства, кафолическая полнота // Христианское чтение. — № 2. 2017. — С. 57-80. (соавторы: иер. М. Легеев, иером. Кирилл (Зинковский))
- Образование и богословие личности // Теология и образование / Отв. ред. Д. В. Шмонин, У. Тримбл. — СПб.: Издательство РХГА, 2017. — С. 182—247.
- Религиозное образование личности vs атеистическо-деистическо-пантеистические образовательные модели // Вестник Русской Христианской Гуманитарной Академии. 2017. — Т. 18. — Вып. 2. — С. 83-93.
- Догматы веры и высшая нервная деятельность // Вестник психотерапии. 2017. — № 63 (68). — С. 95-112. (соавторы: иером. Кирилл (Зинковский), Баразенко К. В.)
- Историческое и евхаристическое тело Христа в сотериологии преп. Симеона Нового Богослова // Материалы Второй международной патристической конференции Общецерковной аспирантуры и докторантуры им. свв. Кирилла и Мефодия «Преподобный Симеон Новый Богослов и его духовное наследие». Москва, 11-13 декабря. 2014, М.: Издательство Познание, 2017. — С. 232—252. (соавтор: иером. Кирилл (Зинковский))
- Экуменизм как явление современности // Вестник Русской Христианской Гуманитарной Академии. 2017. — Т. 20. — Вып. 4. — С. 223—230. (соавторы: иер. М. Легеев, иером. Кирилл (Зинковский))
- Византийские городские монастыри: особенности уклада их жизни и значение для современного монашества // monasterium.ru, 10.10.2017. (соавтор: иером. Кирилл (Зинковский))
- Богословие человеческой личности и природы и перспективы богословской антропологии // Теология и образование 2018. Ежегодник Научно-образовательной теологической ассоциации. М.: Издательский дом Познание, 2018. — С. 129—138. (соавтор: иером. Кирилл (Зинковский))
- Личностное свойство «лицетворения» или «лице-деяния» // Материалы Международной научно-практической конференции Шестые Пюхтицкие чтения «Светское и духовное культурное наследие как ценностная основа формирования личности современника», Пюхтицкий Успенский ставропигиальный женский монастырь, 10-12 декабря 2017 года. Пюхтицы, 2018. — С. 65-72.
- Соотношение понятий личность, сущность и общение в богословии митр. Иоанна Зизиуласа // Вестник Русской Христианской Гуманитарной Академии. 2018. — Т. 19. — Вып. 1. — С. 73-90.
- Богословие личности и биотехнологии улучшения человека // Вестник Русской Христианской Гуманитарной Академии. 2018. — Т. 19. — Вып. 4 (Материалы Общероссийской конференции «Философско-религиозные проблемы биотехнологического улучшения человека»). — С. 188—194.
- Исихазм и богословие личности // Человек. 2018. — № 2. — С. 148—154.
- Русская катастрофа 1917 г. очами святых XX века: причины и уроки // Вестник Екатеринбургской духовной семинарии. 2018. — № 2 (22). — С. 17-44. (соавтор: иером. Кирилл (Зинковский))
- Святоотеческие толкования на слова Христа: «Если чего попросите у Отца во имя Мое, то сделаю» (Ин 14. 13) // Материалы Международной научно-практической конференции Седьмые Пюхтицкие чтения «Духовно-нравственное воспитание человека: традиции и современность», Пюхтицкий Успенский ставропигиальный женский монастырь, 11-12 декабря 2018 года. Пюхтицы, 2018. — С. 30-36. (соавтор: иером. Кирилл (Зинковский))
- Богословские аспекты явления зависимости // Материалы IV Межрегиональной конференции «Современный взгляд на зависимость от психоактивных веществ: на стыке богословия и психологии» 26 декабря 2017. Епархиальное управление. Координационный центр по противодействию наркомании и алкоголизму при ОЦБСС. — СПб., 2018 (соавтор: иером. Кирилл (Зинковский))
- Научно-богословское осмысление истории у мужей апостольских и апологетов: от Святой Троицы к человеку // Христианское чтение. 2018. — № 1. — С. 34-45. (соавторы: иер. М. Легеев, иером. Кирилл (Зинковский))
- Научно-богословское осмысление истории в IV—V веках: попытки и тенденции // Христианское чтение. 2018. — № 4. — С. 10-27. (соавторы: иер. М. Легеев, иером. Кирилл (Зинковский))
- Периодизация «эпохи утраченной экумены»: взгляд со стороны богословия истории // Русско-византийский вестник. 2018. — № 1. — С. 65-72. (соавторы: иер. М. Легеев, иером. Кирилл (Зинковский))
- Опыт Православной Детской миссии имени преподобного Серафима Вырицкого как один из примеров попечения Церкви об укреплении духовно-нравственных основ общества // Материалы региональной научно-практической конференции «Духовные традиции ленинградской области: Традиция здорового образа жизни в духовной и социальной культуре Ленинградской области». Ленинградский государственный университет им. 7 А. С. Пушкина. 27 февраля 2019 года. СПб., 2019. — С. 28-35. (соавторы: иером. Кирилл (Зинковский), иером. Варнава (Снытко))
- Современные образовательные ориентиры и обожение как цель жизни христианина // Вестник Русской Христианской Гуманитарной Академии. 2019. — Т. 20. — Вып. 2. — С. 167—181. (соавтор: иером. Кирилл (Зинковский))
- Кенотичность как ипостасное или личностное свойство // Актуальные вопросы церковной науки: научный журнал / Санкт-Петербургская духовная академия. СПб.: Издательство СПбПДА, 2019. — № 2: Материалы Х международной научно-богословской конференции «Актуальные вопросы современного богословия и церковной науки». СПб., 25-26 сентября 2018 года. 2019. — С. 218—227.
- Богословие личности и динамическая теория материи // Вопросы теологии. 2019. — Т. 1. — Вып. 1. — С. 8-22. (соавтор: иером. Кирилл (Зинковский))
- Монастырские школы: история и современность // Человек. 2019. — № 1. C. 125—153. (соавтор: иером. Кирилл (Зинковский))
- Богословие личности и современное общественно-научное развитие // Церковь и время. 2020. — № 2 (91). — С. 31-48. (соавтор: иером. Кирилл (Зинковский))
- Значение христианской культуры в воспитании личности в контексте святоотеческого учения о Логосе и логосах // Материалы Международной научно-практической конференции IX Пюхтицкие чтения «Аксиологический подход к совершенствованию личности на основе взаимодополняемости православной и светской культуры», Пюхтицкий Успенский ставропигиальный женский монастырь, 11-12 декабря 2020 года. Пюхтицы, 2020. — С. 91-100. (соавтор: иером. Кирилл (Зинковский))
- Богословие страданий: осмысление ипостасного кенозиса согласно архимандриту Софронию (Сахарову) // Христианское чтение. 2020. — № 4. C. 21-34. (соавторы: иером. Варнава (Снытко), Павлова Л. П.)
- Грех и покаяние: два вектора развития человеческой личности, согласно архим. Софронию (Сахарову) // Вестник Русской Христианской Гуманитарной Академии. 2020. — Т. 21. — № 3. — С. 281—294. (соавтор: Павлова Л. П.)
- Православное богословие личности и проблематика искусственного интеллекта // Христианское чтение. 2020. — № 6. — С. 10-24.
- Монадология Готфрида Лейбница, философский персонализм и богословие личности // Вестник Екатеринбургской духовной семинарии. 2020. — № 4 (32). — С. 112—136. — DOI: 10.24411/2224-5391-2020-10407 (соавтор: Головина И. В.)
- Архимандрит Софроний (Сахаров) о ереси Константинопольского папизма в свете православной триадологии // Церковь и время. 2020. — № 4 (93). — С. 124—142. (соавторы: иером. Кирилл (Зинковский), иером. Варнава (Снытко))
  - Архимандрит Софроний (Сахаров) о ереси Константинопольского нео-папизма в свете православной триадологии // pravoslavie.ru, 14 декабря 2018. (соавторы: иером. Кирилл (Зинковский), иером. Варнава (Снытко))
- Аскетический подвиг христианина как метод гносеологии (по трудам архим. Софрония (Сахарова)) // Вестник Екатеринбургской духовной семинарии. 2021. — № 33. — С. 129—152. DOI: 10.24411/2224-5391-2021-10106. (соавтор: Павлова Л. П.)
- Проблемы теодицеи и апокатастасиса и богословие ипостасной свободы // Христианское чтение. 2021. — № 4. — С. 62-75.
- Интуиции богословия личности в мировоззрении о. Сергия Булгакова // Вестник Русской Христианской Гуманитарной Академии. 2021. — Т. 22. — № 1. — С. 189—204. (соавтор: иером. Кирилл (Зинковский))
- Типология исторического развития: τρóπος τῆς ἐνεργείας Святой Троицы и его значение для истории // Христианское чтение. 2021. — № 3. — С. 1-14 (соавтор: иер. М. Легеев)
- Богословское понимание единства прот. Сергием Булгаковым в свете богословия личности // Вестник Русской Христианской Гуманитарной Академии. 2021. — Т. 22. — № 4. — С. 117—140. (соавтор: иером. Кирилл (Зинковский))
- Исцеление произволения и воспитание воли согласно православной антропологии // Материалы Международной научно- практической конференции Десятые Пюхтицкие чтения «Духовное наследие — его роль в становлении личности современника», Пюхтицкий Успенский ставропигиальный женский монастырь, 11-12 декабря 2021 года. — Пюхтицы, 2021. — С. 11-22. (соавтор: иером. Кирилл (Зинковский))
- Сознание как ипостасное свойство и проблематика искусственного интеллекта // Церковь и медицина. 2021. — № 20. — С. 80-85.
- Беседа о прощении и любви // Живоносный источник. 2022. — №. 1 (20). — С. 38-44.
- Беседа о святых и святости // Живоносный источник. 2022. — №. 3 (22). — С. 47-57.
- Христианское исцеление произволения и воли в контексте ипостасно-природно-энергийной онтологии // Церковь и время. 2022. — № 99. — С. 55-86.
- Предисловие // Тайная жизнь сердца. Практика Иисусовой молитвы / Сост. Е. Е. Зубкова. — М.: Вольный Странник, Свято-Успенский Псково-Печерский монастырь, 2022. — С. 5-11. (соавтор: иером. Кирилл (Зинковский))
- От составителей // С. Н. Булгаков: Pro et contra. Антология в 2-х т. — Т. 2. Сост., вступ. статья., комм. иером. Мефодия (Зинковского), еп. Кирилла (Зинковского), А. И. Резниченко, иером. Тихона (Васильева). — СПб.: Издательство РХГА, 2022. — С. 7-14. (соавторы: еп. Кирилл (Зинковский), иером. Тихон (Васильев), Резниченко А. И.).
- Понятие автокефалии: исторический контекст и современные коннотации // 19-е ежегодные Платоновские чтения (1 декабря 2022). — М.: Перервинская духовная семинария, 2023. — С. 23—33.

На иностранных языках:
- Hierarchic Anthropology of Saint Maximus the Confessor // International Journal of Orthodox Theology. 2011. 2/4 (Ed. D. Munteanu). — P. 43-61. (соавтор: hierom. Kirill (Zinkovskiy))
- The Christian Doctrine of the Three Persons in God and the Concept of the Freedom of the Human Person // bogoslov.ru, 30 января 2012. (соавтор: hierom. Kirill (Zinkovskiy))
- The Term ἐνυπόστατον and its Theological Meaning // Studia Patristica / Ed. J. Baun et al. Oxford: Peeters, Vol. LXIII, Peeters Publishers, 2013. — V. 11. — P. 311—325 (соавтор: hierom. Kirill (Zinkovskiy))
- The Theology of Beauty in the Context of the Theology of the Person // The Beauty of God’s Presence in the Fathers of the Church / J. E. Rutherford (ed.). Proceedings of the Patristic Symposium Conference (May№oth, 10-13 October, 2012). — Dublin: Four Courts Press, 2014. — P. 267—283.
- Spiritual Guidance in Mount Athos and Russia and the Theological Notion of Person // Spiritual Guidance on Mount Athos (UK, Cambridge, Madingley Hall, 8-10 March, 2013) / Ed. G. Speake, metr. Kallistos Ware. — Bern: Peter Lang, International Academic Publishers, 2015. — P. 43-68. (соавтор hierom. Kirill (Zinkovskiy))
- Hypostatic Characteristics of Notions of Thought, Knowledge and Cognition in the Greek Patristic Thought // Studia Patristica. Vol. XCI. Papers presented at the XVII International Conference on Patristic Studies. Oxford, 10 August — 14 August, 2015. Philosophica, Theologica, Ethica / Ed. Markus Vinzent. 10 Leuven, Paris, Bristol: Peeters, 2017. Volume 17. — P. 157—166.
- Liturgical Aspects of Marriage // Theological Conference on Christian Anthropology and Marriage. Finnish Evangelical Lutheran and Russian Orthodox Perspectives 26th to 29th February 2016. Orthodox Cultural Center Sofia, Kallvikinniementie 35, Helsinki Finland. 2018. (соавтор: hierom. Kirill (Zinkovskiy))
- Variegated Unity: On the Discrepancy and Overlapping of the Semantic Fields of the Terms ‘atom’ and ‘hypostasis’ in Patristic Thought // Studia Patristica. Vol. CXXIII. Papers presented at the XVIII International Conference on Patristic Studies. Oxford. 19 August — 24 August 2019 / Ed. M. Vinzent. Leuven, Paris, Bristol, CT: Peeters, 2021. Volume 20: Biblica, Judaica Philosophica, Theologica, Ethica. — P. 249—257. — ISBN 978-90-429-4774-0
- The Heresy of Constantinople’s Neo-Papism in Light of Orthodox Trinitarian Theology // russian-faith.com, Jan 19, 2019 (соавторы: hierom. Kirill (Zinkovskiy), hierom. Varnava (Snytko))

книги
- Связь времен: [сборник]. — Санкт-Петербург : Диалог, 2011. — 302 с. — ISBN 978-5-8469-0076-9. — (соавтор: иером. Кирилл (Зинковский))
- Богословие личности в XIX—XX вв. — СПб.: Изд-во Олега Абышко, 2014. — 320 с. — ISBN 978-5-903525-67-6 — (Библиотека христианской мысли. Исследования)
- Святоотеческие категории и богословие личности. — Санкт-Петербург : Изд-во Олега Абышко, 2014. — 252 с. — (Серия "Библиотека христианской мысли. Исследования). — ISBN 978-5-903525-72-0
- Рецепты здоровья священству, монашествующим и мирянам. — Санкт-Петербург : Диалог, 2019. — 383 с. — ISBN 978-5-8469-0138-4 — 2000 экз. — (соавторы: монахиня Фекла (Александрова), Г. В. Лавренова)
  - Рецепты здоровья священству, монашествующим и мирянам. — Санкт-Петербург : Диалог, 2020. — 383 с. — ISBN 978-5-8469-0138-4 — 2000 экз.
- Свет немеркнущий: проповеди, беседы, стихи. — СПб.: Б. и., 2019. (соавтор: иером. Кирилл (Зинковский))
- С. Н. Булгаков: Pro et contra. Антология в 2-х т. Т. 2. Сост., комм. иером. Мефодия (Зинковского), еп. Кирилла (Зинковского), А. И. Резниченко, иером. Тихона (Васильева). — СПб.: Издательство РХГА, 2023. Составление и комментарии. (соавторы: еп. Кирилл (Зинковский), иером. Тихон (Васильев), Резниченко А. И.)